# 太田第2土地区画整理事業

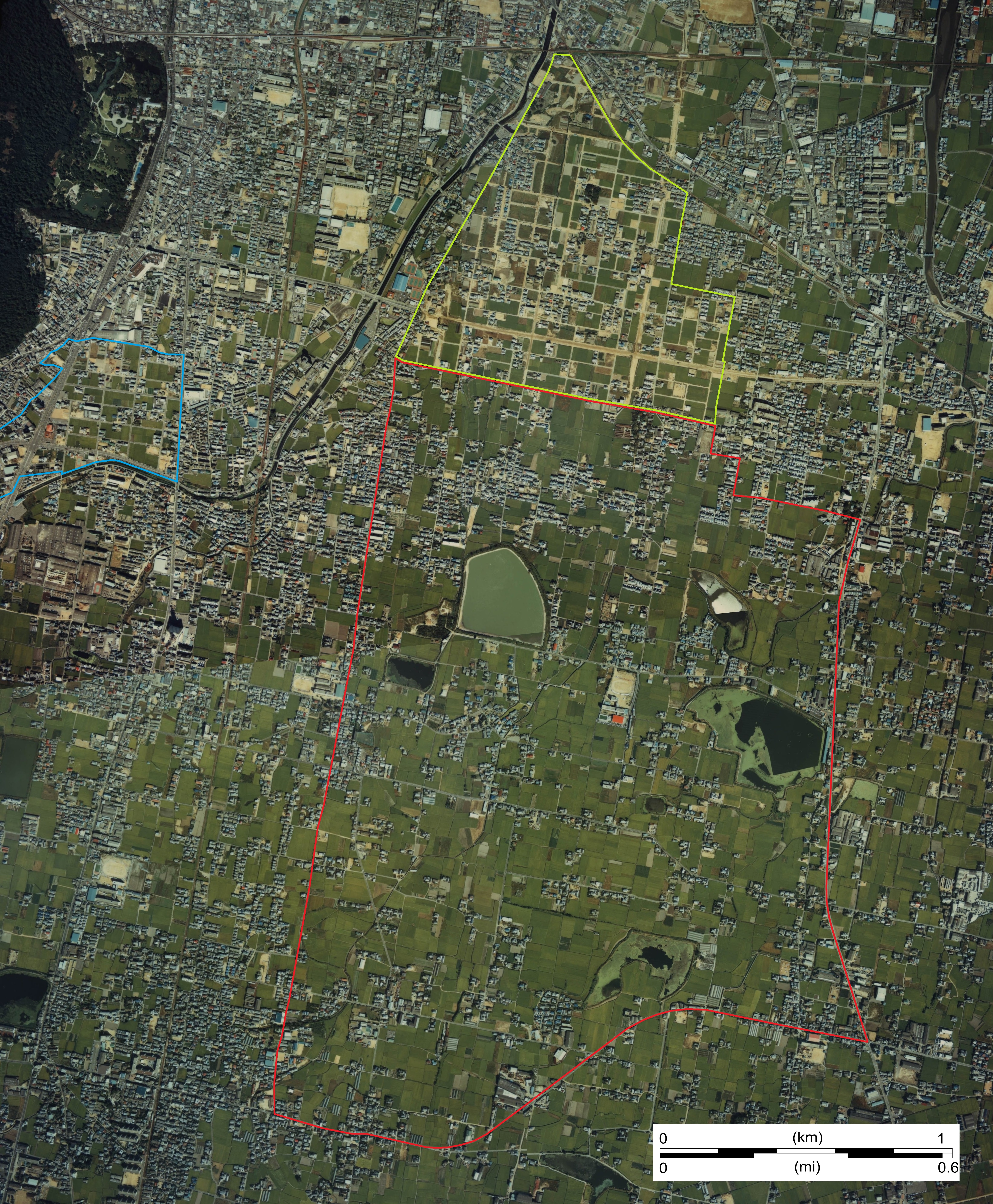
高松市中心部南端から南部郊外にかけての航空写真に区画整理事業の境界を重ねたもの。左上が栗林公園。撮影時の1980年時点で太田第2土地区画整理事業は事業開始前の農村地帯が広がっている。隣接する太田第1土地区画整理事業は事業中、南部第1土地区画整理事業は事業完了間近で大部分の基盤整備が完了している。

太田第2土地区画整理事業（おおただいにとちくかくせいりじぎょう）は香川県高松市で施行された土地区画整理事業である。事業主体は高松市。施工区域は大部分が太田地区にあたり、先行事業の太田第1土地区画整理事業に対して第2地区と呼ばれる。

## 概要
正式名称は高松広域都市計画事業太田第2土地区画整理事業で、施行区域は高松市今里町、松縄町、伏石町、木太町、林町、太田下町及び多肥下町の各一部である。その施行面積は3,603,399.77m2（約360.3ha）、事業費は640億2600万円で、土地区画整理事業としては全国最大規模である（全国の土地区画整理事業の平均的な施行面積は約34ha）。
施行区域は高松市中心部の南に位置する郊外地域で、1980年代頃の事業開始当時は田園地帯であったが、市街地に隣接していることから近い将来、都市化によるスプロールが予想される地域であった。そのため「無秩序な開発によるスプロール現象を防ぎ、街路・公園・上下水道等の整備を含む計画的な都市基盤整備を図る」ことを目的として高松市が事業主体となり1987年（昭和62年）2月20日にこの事業が始まった。
この区画整理の進行により高松市南部の郊外地域に広大な都市空間が生み出され、そこに人口が流入し宅地化が進み、幹線道路沿いにはロードサイド店舗が立地するなど高松市における郊外化を大きく進行させた。加えて、施行区域内に鉄道駅は存在せず、公共交通機関は一部地域を走るバスのみであることから、地区内外への移動手段は専ら自家用車に依存せざるを得ない環境にあり、高松都市圏におけるモータリゼーションを一層進めた。事業の完成が近づいた2000年代になるとそれらの現象はピークを迎えたが、それに伴う中心市街地の空洞化が深刻な問題として認識され始め、市街地では民間が主導となった高松丸亀町商店街再開発が行われたり、高松市が総合計画にコンパクトシティの方針を明示するなどこの事業の完了を機に郊外化をこれ以上進めない動きが起こっている。

## データ
- 施行面積：3,603,399.77m2
- 施行期間：1987年（昭和62年）2月20日 - 2014年（平成26年）
- 総事業費：640億2600万円
- 計画人口：2万7000人
- 減歩率：合算21.26％（公共18.94％）
- 建物移転戸数：1,295戸
- 都市計画道路：18,370m、353,513.95m2
- 区画道路等：74,630m、421,620.15m2
- 公園・緑地：25ヶ所、108,241.76m2
- 河川・水路：5,148m、35,343.7m2

## 沿革
- 1986年（昭和61年）3月28日 - 都市計画決定。
- 1987年（昭和62年）2月20日 - 公告（事業開始日）。事業計画の決定、施行条例の施行。
- 1988年（昭和63年）12月6日 - 工事着工。
- 1994年（平成6年）6月6日 - 仮換地の指定完了。
- 2008年（平成20年）10月31日 - 換地処分の公告。
- 2009年（平成21年）3月29日 - 基盤整備が完了、伏石中央公園で竣工式[3]。
- 2014年（平成26年） - 清算完了、事業終了。

## 道路
区画整理に伴い整備された主な道路としては国道11号高松東バイパス（さぬき夢街道）、レインボーロード（高松市道上福岡多肥下町線）、サン・フラワー通り（高松市道朝日町仏生山線）や高松市道木太鬼無線などがあり、いずれも高松市中部の幹線道路網を構成する主要道路となっている。
中でもレインボーロードはこの区画整理地域全体のシンボル道路に位置付けられており、幅員11mの広い歩道部分は「光のプロムナード」「水のプロムナード」「花のプロムナード」「風のプロムナード」のゾーンに分けられ、それぞれテーマに沿ったモニュメントや噴水が配置されているなど、特徴的で個性的な空間を形成している。

## 住所変更
事業区域内の住所は全域で換地処分公告翌日の2008年（平成20年）11月1日を以って変更された。町名に関しては親しみの観点から原則として変更はせず、地番整理を行うことにより地番を改めて振り直すこととした。街区ごとに親番を振り、街区内に枝番を振る方式である。その際、これまで使われていた地番を使用すると混乱をきたす可能性があることから、今里町は401番から、松縄町は1001番から、伏石町は2001番から、木太町は5001番から起番している。
行われたのは地番整理のみであり、住居表示は行われていない。
住所変更に伴う関係条例の改正は2008年9月18日に高松市議会において原案通りに可決した。
| 施設名                             | 変更前                      | 変更後                 | 改正条例                                                 |
| ---------------------------------- | --------------------------- | ---------------------- | -------------------------------------------------------- |
| 太田出張所                         | 高松市伏石町字狃麈700番地3  | 高松市伏石町2071番地16 | 高松市支所および出張所設置条例第3条                      |
| 高松市太田コミュニティセンター     | 高松市伏石町字狃麈700番地3  | 高松市伏石町2071番地16 | 高松市コミュニティセンター条例別表第1                    |
| 高松市太田中央コミュニティセンター | 高松市松縄町字下所751番地2  | 高松市松縄町1108番地1  | 高松市コミュニティセンター条例別表第1                    |
| 高松市木太平塚墓地                 | 高松市木太町字平塚35番地2   | 高松市木太町5092番地2  | 高松市墓地条例別表第1                                    |
| 高松市木太下西原墓地               | 高松市木太町字下西原962番地 | 高松市木太町5024番地5  | 高松市墓地条例別表第1                                    |
| 高松市林長池墓地                   | 高松市林町字長池1759番地    | 高松市林町2552番地4    | 高松市墓地条例別表第1                                    |
| 高松市林浴墓地                     | 高松市林町字浴1945番地2     | 高松市林町2502番地7    | 高松市墓地条例別表第1                                    |
| 土地区画整理事務所                 | 高松市松縄町字南原846番地   | 高松市松縄町1141番地   | 高松広域都市計画事業太田第2土地区画整理事業施行条例第5条 |
| 高松市立中央小学校                 | 高松市松縄町字南原807番地1  | 高松市松縄町1138番地   | 高松市学校条例別表第1                                    |
| 高松市立木太中学校                 | 高松市木太町字上西原251番地 | 高松市木太町5059番地3  | 高松市学校条例別表第1                                    |
| 高松市立中央学校給食共同調理場     | 高松市松縄町字南原807番地1  | 高松市松縄町1138番地   | 高松市学校給食共同調理場条例別表                         |

消滅した小字
施行区域は全域が小字の存在する地域であったが、地番整理に伴いかつての第1地区と同様に全廃されている。先の区画整理でも施行区域となっていた今里町及び松縄町は今回の区画整理によって町内から小字が全滅している。
- 今里町：中筋、西脇
- 松縄町：境目、宮西、流石、池北、天満、下所、南原、池添
- 伏石町：井手東、三軒屋、立石、居石、狃䴤、𪊍絞胴、初𪊫地、鹿腹
- 木太町：平塚、上西原、東原、下西原
- 林町：西原、松ノ木、長池、平塚、浴
- 太田下町：鹿ノ井、松ノ元、蛙股、東川、道東
- 多肥下町：瓦礫、本村、山道、二反地、凹原、下所、高口、上井戸、津以口、汲佛

※太字は全消滅、斜体は大部分消滅、通常体は一部消滅を示す。